# Droga krajowa SS20 (Włochy)
Droga krajowa SS20 (wł. Strada Statale 20 del Colle di Tenda e di Valle Roja) – włoska droga krajowa drugiej kategorii biegnąca ze stolicy Piemontu - Turynu przez Cuneo do przełęczy Tende. Tutaj, w otwartym w 1882 roku tunelu, droga przekracza granicę włosko-francuską. Na terytorium Francji szlak nosi oznaczenie drogi departamentalnej RD6204 (do 2005 roku drogi krajowej N204).
Drugi etap arterii zaczyna się 40 kilometrów na południe w rejonie Mont Colombin w regionie Liguria skąd szeregiem tuneli droga zbiega ze szczytów Alp Nadmorskich do Ventimiglii. Trasa na całej swej długości jest drogą jedno jezdniową bez rozwiązań bezkolizyjnych. Na odcinku Cuneo - Ventimiglia droga jest częścią trasy E74.